# Luminous Engine
Luminous Engine (яп. ルミナス Руминасу) — игровой движок, разработанный японской компанией Square Enix для внутреннего использования. Движок создавался как кроссплатформенный — совместимый с Microsoft Windows и игровыми консолями восьмого поколения (PlayStation 4 и Xbox One). Анонсированный в 2010 году Luminous Engine заменил собой предыдущие внутренние движки студии, в том числе Crystal Tools — ко временам разработки игры Final Fantasy XIII-2 тот успел устареть, и компания опасалась, что его дальнейшее использование затруднит ожидаемый переход к восьмому поколению игровых систем. Новый движок должен был существенно повысить эффективность и скорость разработки компьютерных игр разных жанров.
Первой выпущенной игрой на движке Luminous Engine стала Final Fantasy XV (2016). Компания также выпускала техно-демо-версии, показывающие возможности движка — Agni’s Philosophy в 2012 году и Witch Chapter 0 в 2015. В 2018 году Square Enix учредила студию Luminous Productions специально для разработки AAA-игр на движке Luminous Engine. Эта студия успела выпустить только одну игру — Forspoken (2023) — и после её неуспеха была распущена.

## История разработки
Первые сведения, косвенно намекающие на создание Luminous Studio, появились в начале марта 2010 года, когда Square Enix разместила на своём официальном сайте список вакансий для разработки «игрового движка следующего поколения». Официальный анонс и первые подтверждённые детали о Luminous Studio появились в прессе во время японской конференции разработчиков игр CEDEC 2 сентября 2011 года.
5 июня 2012 года на выставке E3 2012 Square Enix продемонстрировала первую технологическую демонстрацию движка — ролик под названием «Agni’s Philosophy Final Fantasy Real Time Tech Demo». Весь показанный на выставке ролик просчитывался на месте в реальном времени с помощью одного графического процессора GeForce GTX 680.
Название движка «Luminous Studio», как пояснил технический директор Square Enix Ёсихиса Хасимото, вдохновлено люминесцентными кристаллами, которые присутствуют во многих играх серии Final Fantasy и являются одним из её символов.

## Список игр, использующих Luminous Engine
| Название игры    | Дата выхода           | Платформа                        | Комментарии |
| ---------------- | --------------------- | -------------------------------- | --- |
| Final Fantasy XV | 30 сентября 2016 года | PlayStation 4, Xbox One, Windows | Первая игра на Luminous Engine. Разработка в сотрудничестве с XPEC Entertainment и Avalanche Studios и nVidia. |
| Forspoken        | 24 января 2023 года   | PlayStation 5, Windows           | Единственная игра Luminous Productions как отдельной студии.                                                   |